# Mosles
Mosles est une commune française, située dans le département du Calvados en Normandie, peuplée de 348 habitants.

## Géographie
La commune est située dans le Bessin, sur la RD 613 à dix kilomètres à l'ouest de Bayeux. Le littoral de la Manche est à cinq kilomètres au nord.
| Surrain              | Aure sur Mer (Commune nouvelle) | Étréham        |
| Mandeville-en-Bessin | Mosles                          | Tour-en-Bessin |
| Blay                 | Blay                            | Crouay         |

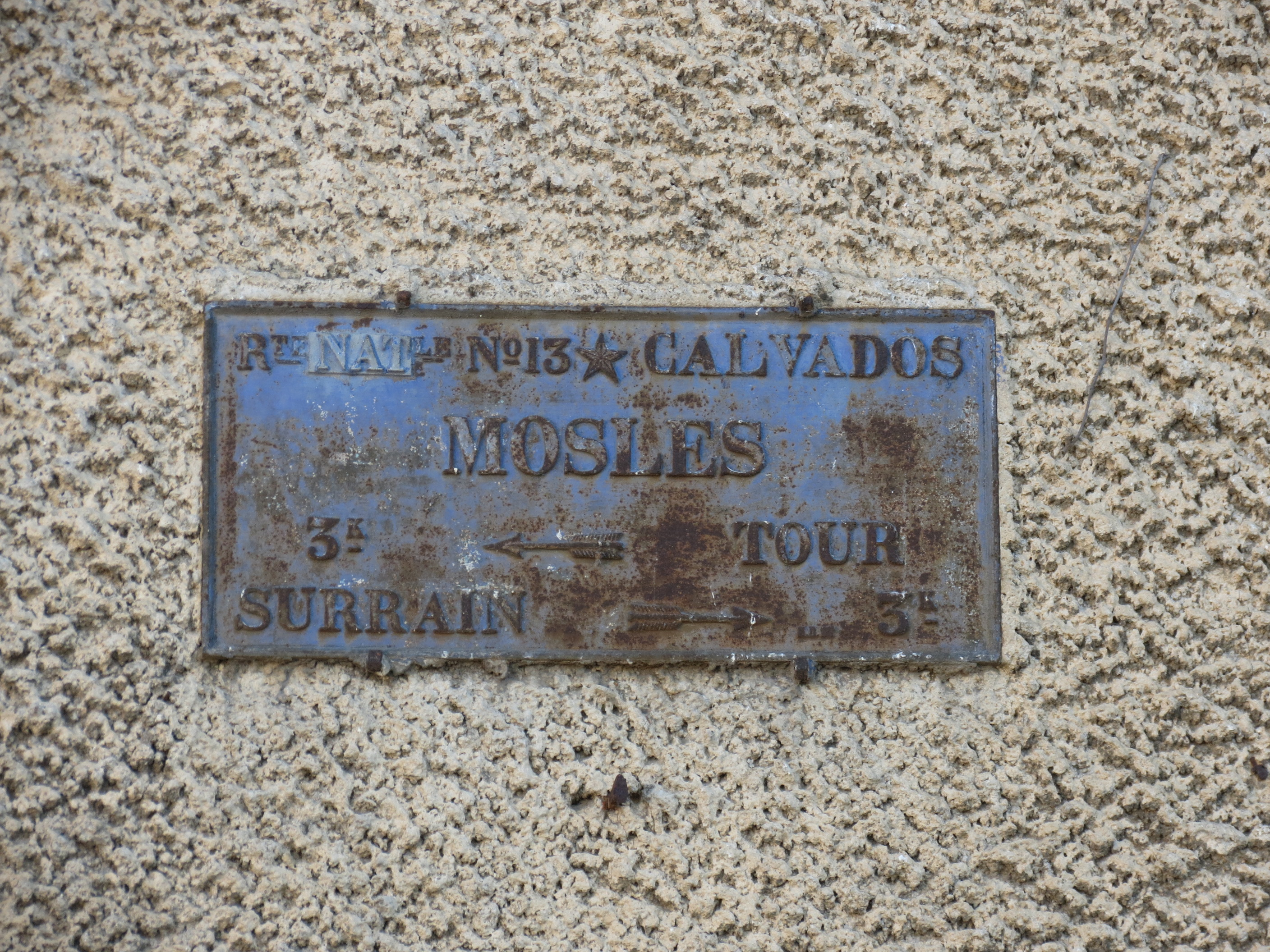
Ancienne plaque.
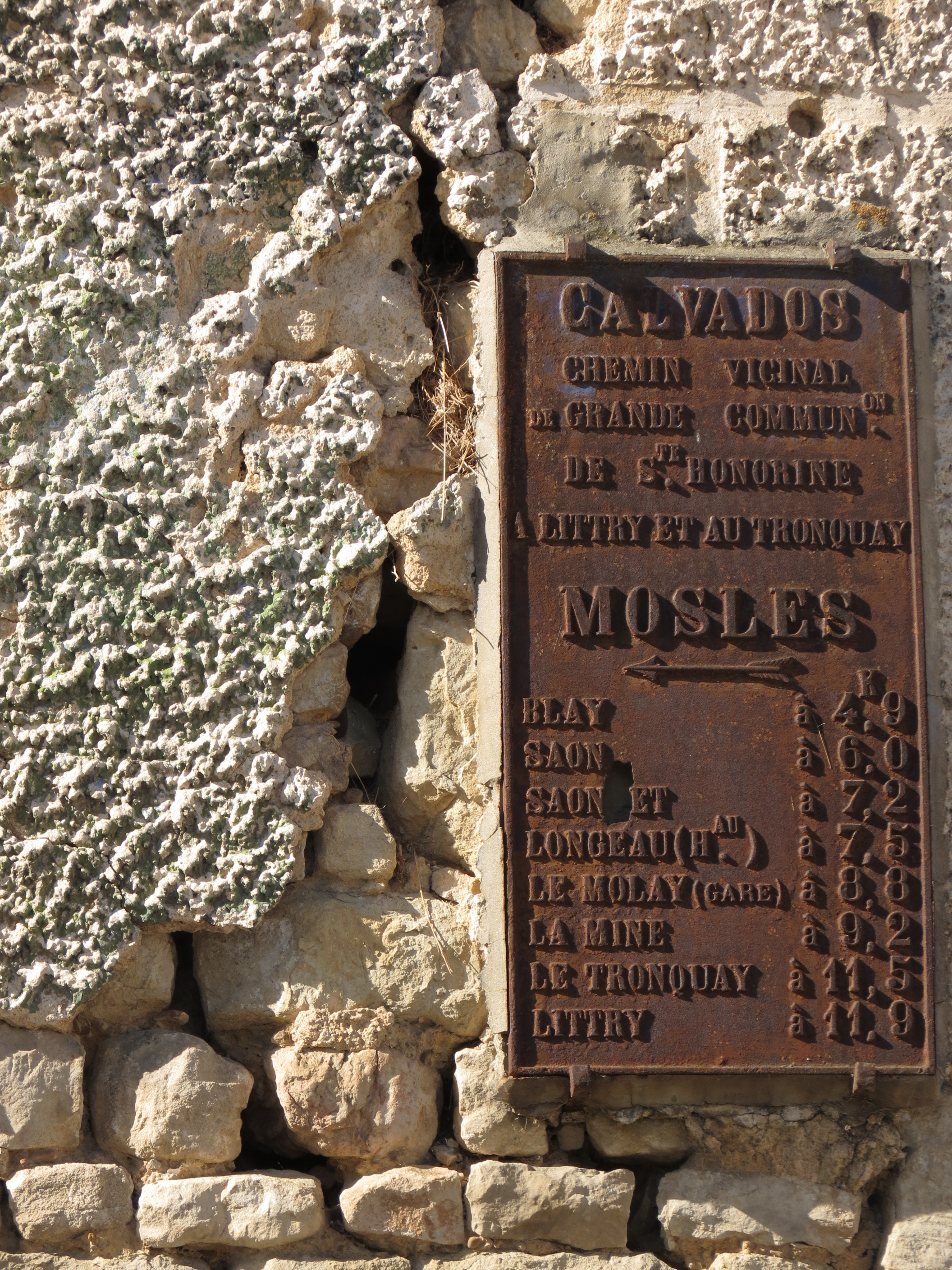
Ancienne plaque de cocher.

### Hydrographie
La commune est située dans le bassin Seine-Normandie. Elle est drainée par l'Aure, le Douet de Riloques, le Douet de Courtelay, le Douet de Moulagny et divers autres petits cours d'eau,.
L'Aure, d'une longueur de 82 km, prend sa source dans la commune de Caumont-sur-Aure et se jette  dans la Vire en limite d'Osmanville, Isigny-sur-Mer et Carentan-les-Marais, après avoir traversé 26 communes. 

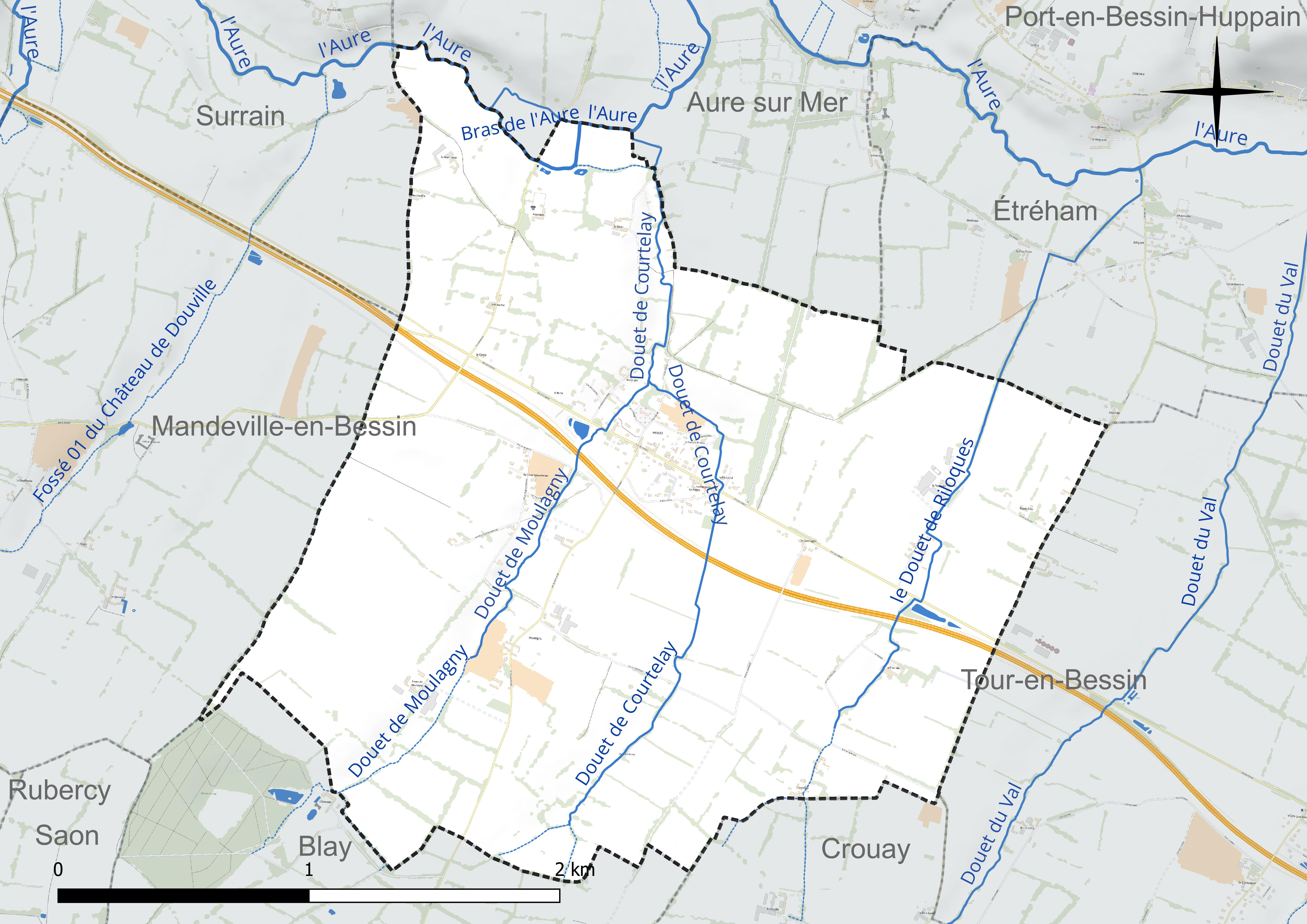
Réseau hydrographique de Mosles.

### Climat
Pour des articles plus généraux, voir Climat de la Normandie et Climat du Calvados.
En 2010, le climat de la commune est de type climat océanique franc, selon une étude du CNRS s'appuyant sur une série de données couvrant la période 1971-2000. En 2020, Météo-France publie une typologie des climats de la France métropolitaine dans laquelle la commune est exposée à un climat océanique et est dans la région climatique  Normandie (Cotentin, Orne), caractérisée par une pluviométrie relativement élevée (850 mm/a) et un été frais (15,5 °C) et venté.
Pour la période 1971-2000, la température annuelle moyenne est de 10,7 °C, avec  une amplitude thermique annuelle de 11,5 °C. Le cumul annuel moyen de précipitations est de 811 mm, avec 12,5 jours de précipitations en janvier et 7,7 jours en juillet. Pour la période 1991-2020, la température moyenne annuelle observée sur la station météorologique la plus proche, située sur la commune de Balleroy-sur-Drôme à 14 km à vol d'oiseau, est de 11,2 °C et le cumul annuel moyen de précipitations est de 924,3 mm,. Pour l'avenir, les paramètres climatiques de la commune estimés pour 2050 selon différents scénarios d'émission de gaz à effet de serre sont consultables sur un site dédié publié par Météo-France en novembre 2022.

## Urbanisme

### Typologie
Au 1er janvier 2024, Mosles est catégorisée commune rurale à habitat dispersé, selon la nouvelle grille communale de densité à 7 niveaux définie par l'Insee en 2022.
Elle est située hors unité urbaine. Par ailleurs la commune fait partie de l'aire d'attraction de Bayeux, dont elle est une commune de la couronne,. Cette aire, qui regroupe 29 communes, est catégorisée dans les aires de moins de 50 000 habitants,.

### Occupation des sols
L'occupation des sols de la commune, telle qu'elle ressort de la base de données européenne d'occupation biophysique des sols Corine Land Cover (CLC), est marquée par l'importance des territoires agricoles (99,9 % en 2018), une proportion identique à celle de 1990 (99,9 %). La répartition détaillée en 2018 est la suivante : 
prairies (48,5 %), terres arables (41,9 %), zones agricoles hétérogènes (9,6 %), forêts (0,1 %). L'évolution de l'occupation des sols de la commune et de ses infrastructures peut être observée sur les différentes représentations cartographiques du territoire : la carte de Cassini (XVIIIe siècle), la carte d'état-major (1820-1866) et les cartes ou photos aériennes de l'IGN pour la période actuelle (1950 à aujourd'hui).

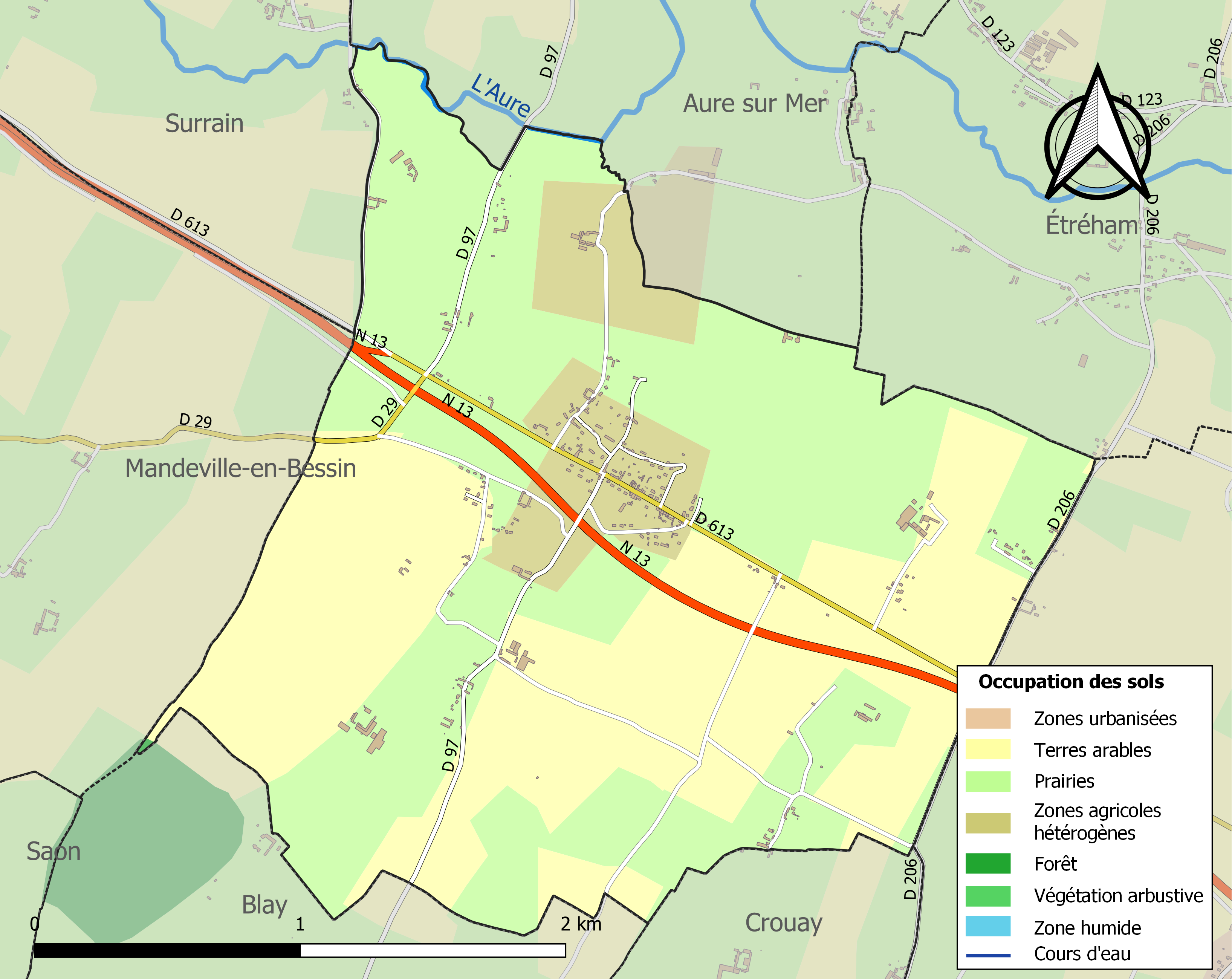
Carte des infrastructures et de l'occupation des sols de la commune en 2018 (CLC).

## Toponymie
Le nom de la localité est attesté sous la forme Molae en 1195.
L'origine est incertaine : il pourrait s'agir du latin mola, « meules » — que René Lepelley attribue à une activité meunière —, ou encore de molles, « mou » qui qualifierait le terrain.
Le gentilé est Moslois.

## Histoire
Avant 1824, une partie au nord-ouest du territoire de Mosles appartenait à l'ancienne commune d'Argouges-sous-Mosles(article 3 du procès verbal de délimitation du territoire, page 6 et 10), celle-ci allant jusqu'à la route royale 13 à cette époque, son église et son presbytère étaient même situées sur ce bout de territoire. L'autre partie de l'ancienne commune rejoint la commune de Russy avec toutes ces archives.
La découverte en 1878 d'un pot de terre et de pièces de monnaie du IIIe siècle atteste que la commune a été occupée dès la période romaine.

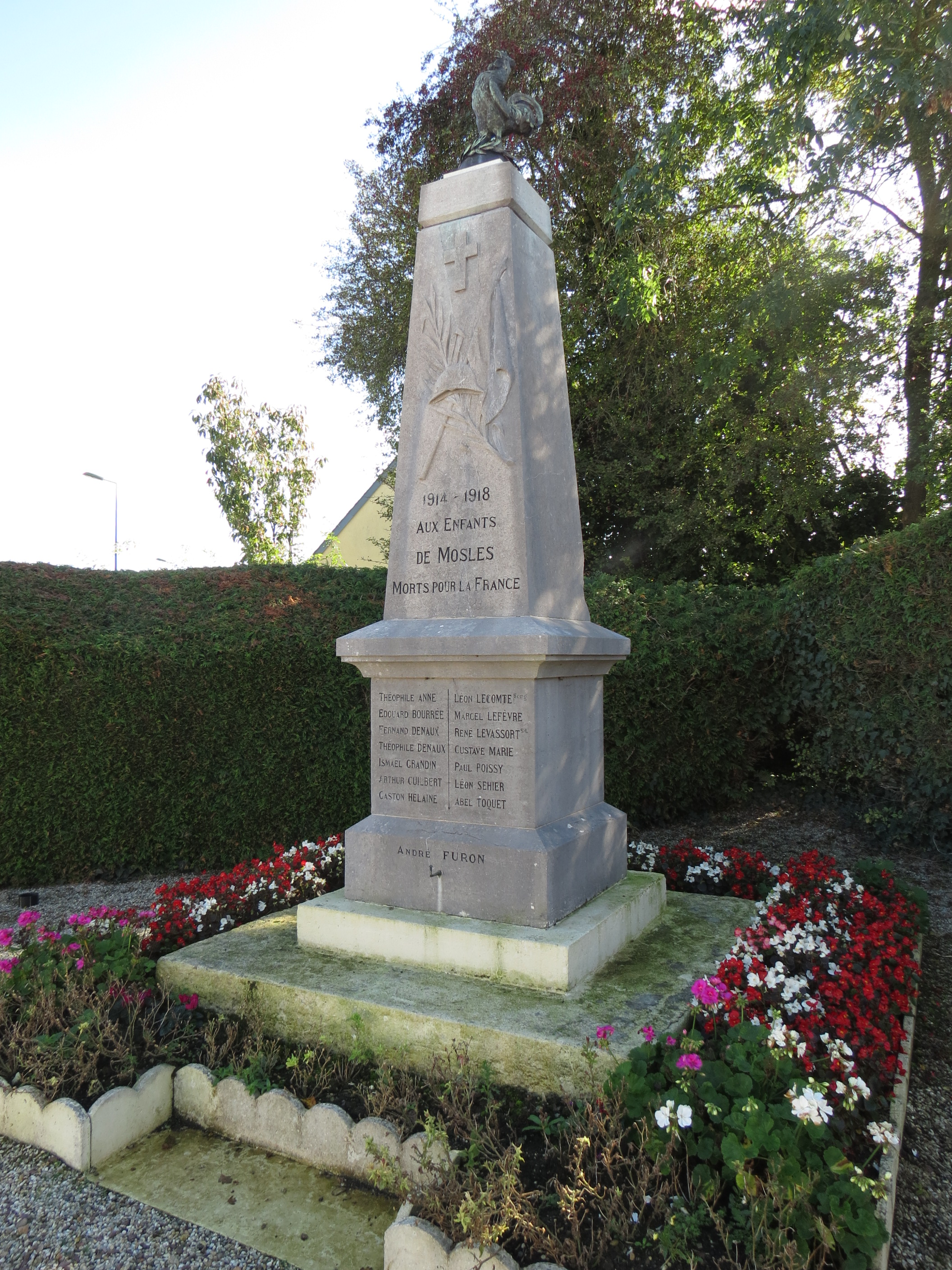
Monument aux morts.

## Politique et administration
| Période                                  | Période   | Identité         | Étiquette | Qualité |
| ---------------------------------------- | --------- | ---------------- | --------- | ------- |
| 1983                                     | mars 2008 | Jacques Lemaître |           |         |
| 2020                                     | mars 2026 | David POTTIER    | SE        |         |
| Les données manquantes sont à compléter. |           |                  |           |         |

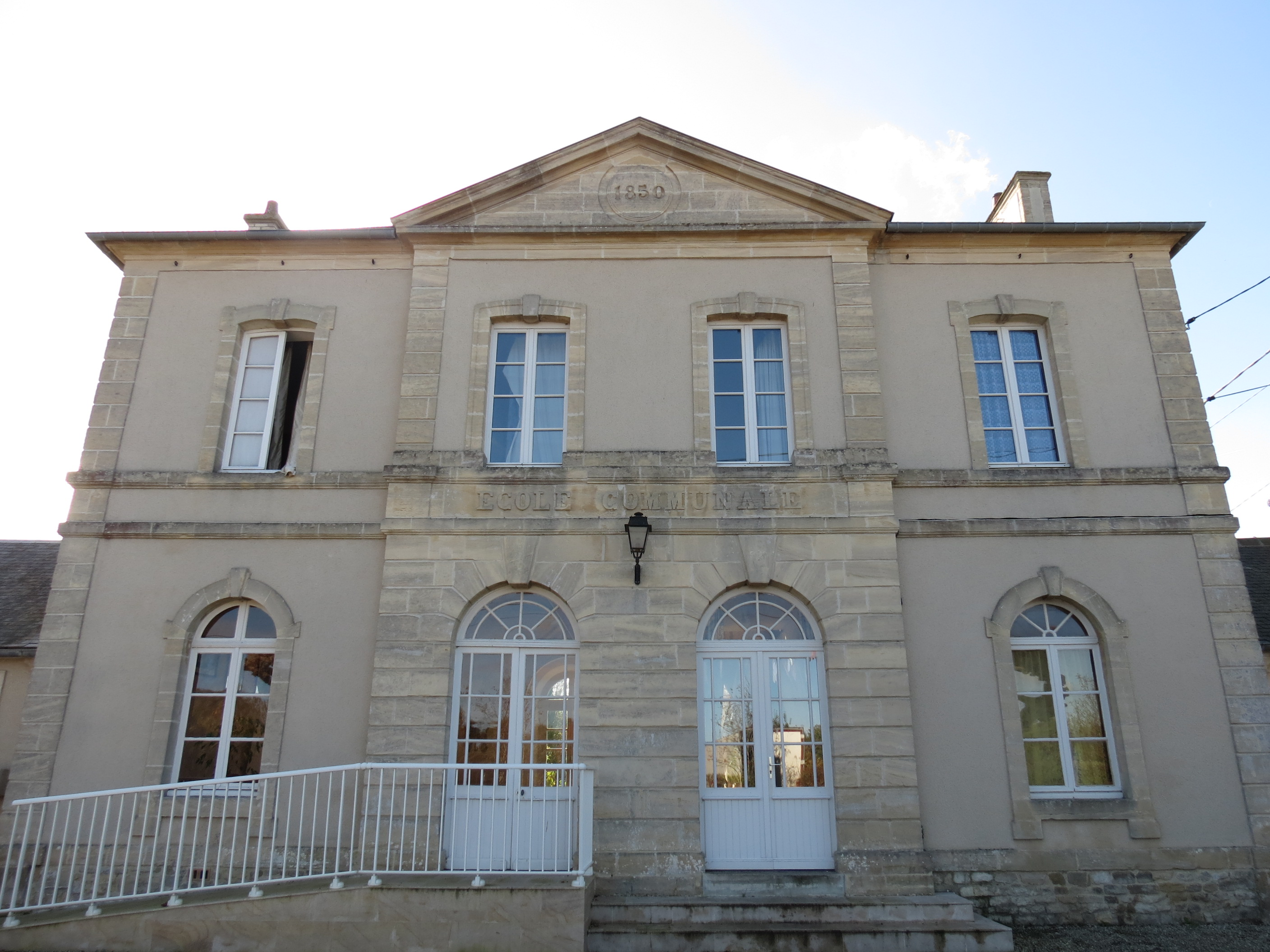
La mairie de Mosles, ancienne école communale.

Le conseil municipal est composé de onze membres dont le maire et deux adjoints.

## Démographie
L'évolution du nombre d'habitants est connue à travers les recensements de la population effectués dans la commune depuis 1793. Pour les communes de moins de 10 000 habitants, une enquête de recensement portant sur toute la population est réalisée tous les cinq ans, les populations de référence des années intermédiaires étant quant à elles estimées par interpolation ou extrapolation. Pour la commune, le premier recensement exhaustif entrant dans le cadre du nouveau dispositif a été réalisé en 2005.
En 2022, la commune comptait 348 habitants, en évolution de −3,06 % par rapport à 2016 (Calvados : +1,58 %, France hors Mayotte : +2,11 %).
Mosles a compté jusqu'à 547 habitants en 1846.
| 1793 | 1800 | 1806 | 1821 | 1831 | 1836 | 1841 | 1846 | 1851 |
| ---- | ---- | ---- | ---- | ---- | ---- | ---- | ---- | ---- |
| 453  | 424  | 400  | 489  | 519  | 540  | 540  | 547  | 540  |

| 1856 | 1861 | 1866 | 1872 | 1876 | 1881 | 1886 | 1891 | 1896 |
| ---- | ---- | ---- | ---- | ---- | ---- | ---- | ---- | ---- |
| 496  | 515  | 436  | 418  | 427  | 416  | 402  | 372  | 334  |

| 1901 | 1906 | 1911 | 1921 | 1926 | 1931 | 1936 | 1946 | 1954 |
| ---- | ---- | ---- | ---- | ---- | ---- | ---- | ---- | ---- |
| 319  | 298  | 313  | 253  | 258  | 282  | 269  | 280  | 288  |

| 1962 | 1968 | 1975 | 1982 | 1990 | 1999 | 2005 | 2006 | 2010 |
| ---- | ---- | ---- | ---- | ---- | ---- | ---- | ---- | ---- |
| 260  | 275  | 235  | 247  | 261  | 253  | 289  | 292  | 370  |

| 2015 | 2020 | 2022 | - | - | - | - | - | - |
| ---- | ---- | ---- | - | - | - | - | - | - |
| 358  | 351  | 348  | - | - | - | - | - | - |

## Économie
La commune se situe dans la zone géographique des appellations d'origine protégée (AOP) Beurre d'Isigny et Crème d'Isigny.
- Agriculture.
- Gîtes.
- Artisans.

## Lieux et monuments
- Ensemble église Saint-Eustache (XIIIe siècle) et presbytère (XVIIIe siècle), qui appartenait à l'abbaye de Cerisy. L'église fait l'objet d'un classement au titre des monuments historiques depuis le 27 décembre 1913[26]. Le maitre-autel, ainsi que deux statues et un tableau (L'Adoration des bergers), sont classés à titre d'objets[27]. La croix du cimetière, en granite, est du XVIIe siècle.
- Château d'Argouges, XIXe siècle. L'église Saint-Jean-Baptiste de l'ancienne paroisse d'Argouges-sous-Mosles a été détruite[28].
- Labyrinthe de Bayeux.

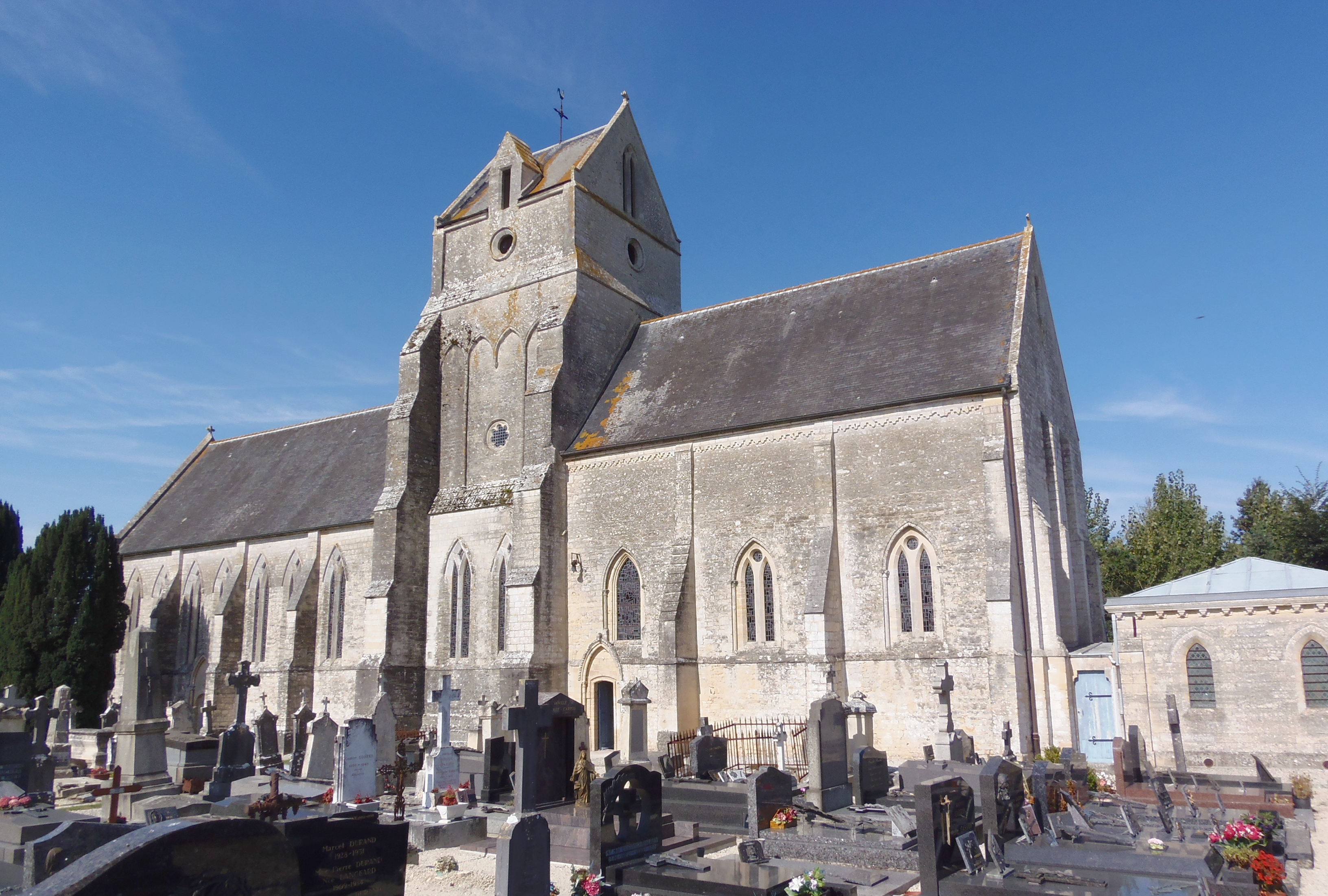
L'église Saint-Eustache.
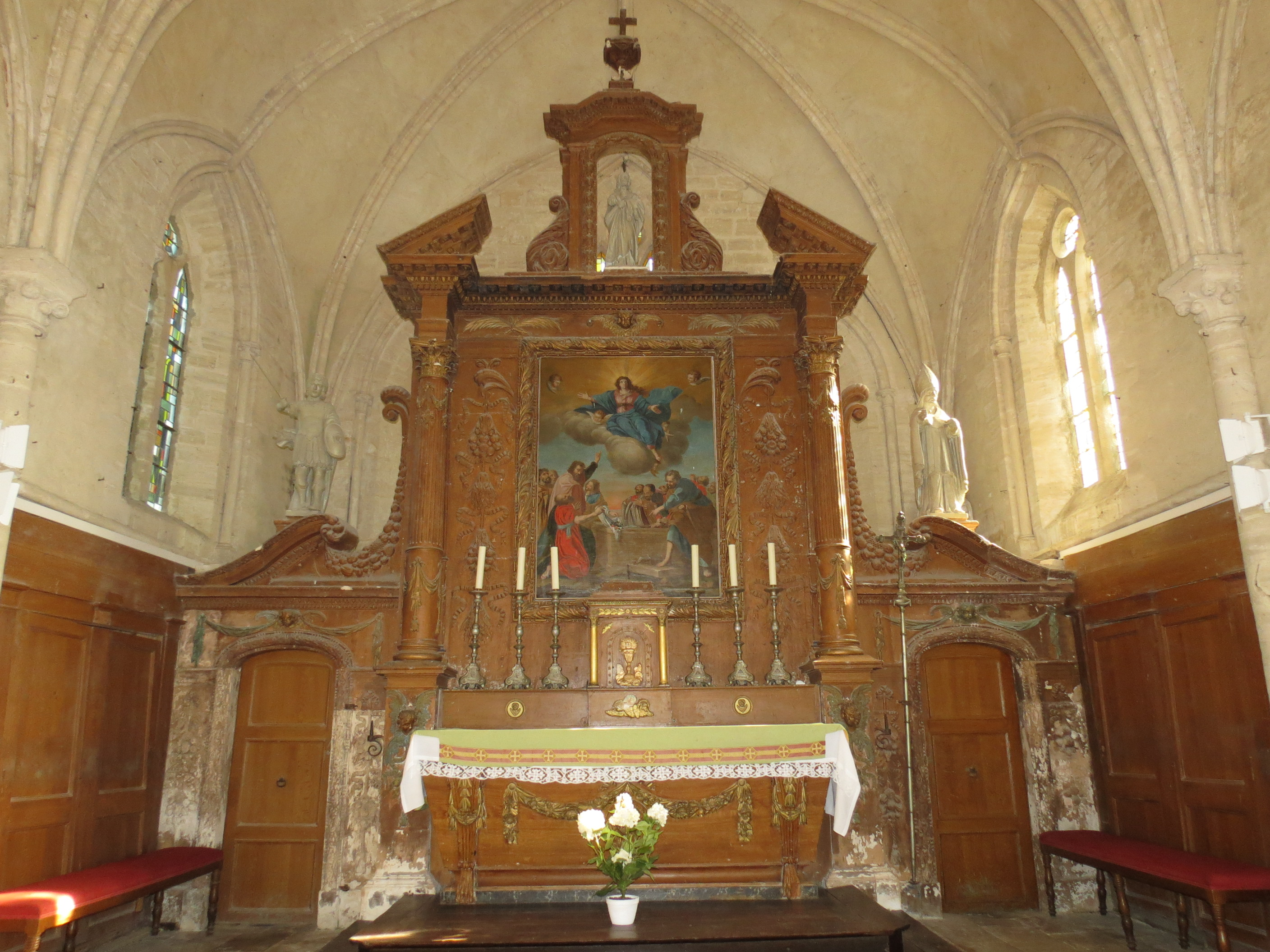
Le maitre-autel.
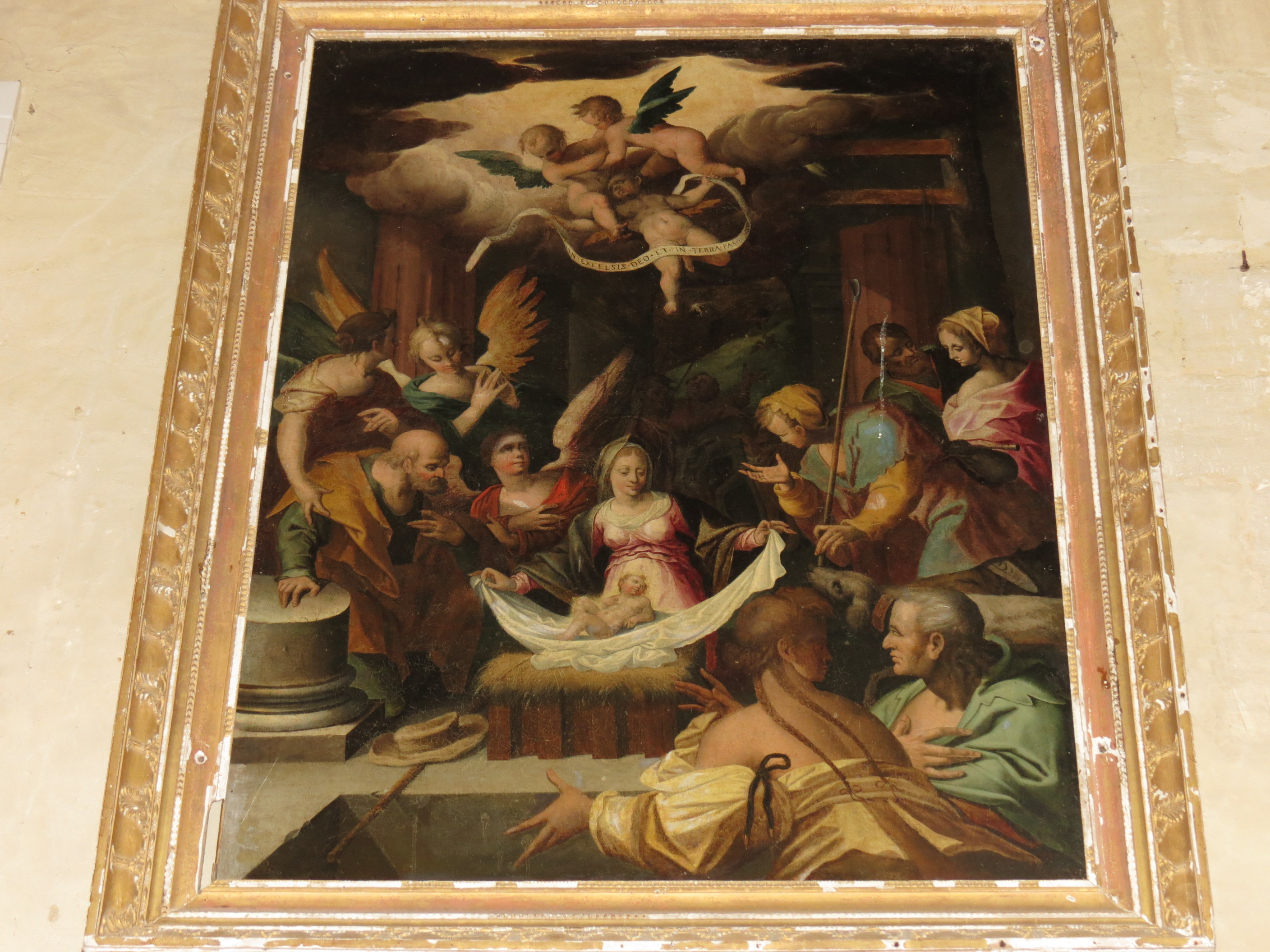
L'Adoration des bergers.
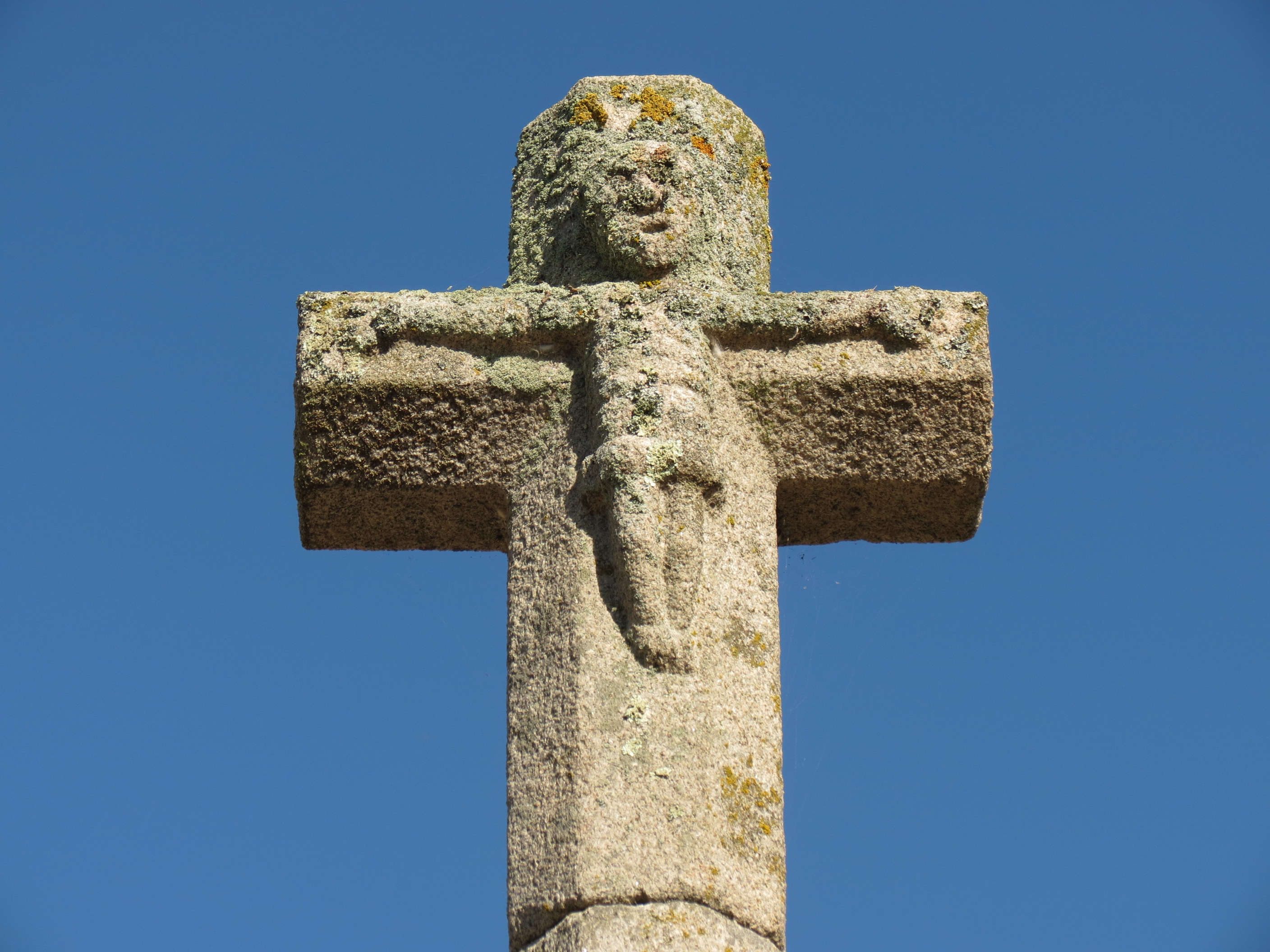
La tête de la croix du cimetière.